# Sawlu
Sawlu (Birmanische Schrift: စောလူး, gesprochen [sɔ́lú]; * 1038 in Bagan; † 1084 ebenda) war zwischen 1078 und 1084 König von Bagan.

## Abstammung
Vater von Sawlu war König Anawrahta (reg. 1044 bis 1078), der das Reich von Bagan gegründet hatte. Er wuchs bei einer Amme aus dem Volk der Mon, die von edler Herkunft war, zusammen mit deren Sohn auf. Beide Jungen wurden enge Freunde.

## Regierung
Nachdem Sawlu seinem Vater auf den Thron nachgefolgt war, machte er seinen Freund zum Gouverneur von Pegu, das von den Mon bewohnt wurde und von seinem Vater gerade zwanzig Jahre vorher erobert worden war. Sawlu stellte sich anscheinend während seiner Regierung nicht sehr geschickt an, was der Gouverneur bei seinen zahlreichen Besuchen bei Hofe bemerkte und für die Unabhängigkeit der Mon auszunutzen suchte.
Der Bruch zwischen den beiden Jugendfreunden verlief offenbar dramatisch, wenn man der Hofchronik glauben darf. Bei einem Würfelspiel gewann der Gouverneur gegen den König und überwarf sich beinahe von Stolz, woraufhin Sawlu ihn zu reizen versuchte und fragte, warum er denn nicht gegen ihn, den König, revoltierte, wenn er so schlau wäre. Der Gouverneur kehrte nach Pegu zurück und bereitete die Revolte vor. Mit einer Streitmacht der Mon segelte er den Irrawaddy aufwärts und befestigte eine Stellung auf einer Insel etwas unterhalb von Bagan. Sawlu rief Kyanzittha, den alten General seines Vaters aus dem Exil zurück und marschierte den Fluss entlang, um den Gouverneur zu treffen. Sawlu wurde ungeduldig und griff entgegen der Warnung Kyanzitthas die gut ausgebaute Stellung des Gouverneurs an. Die Birmanen wurden umzingelt und der König gefangen genommen. Ein Angebot Kyanzitthas, ihn zu retten, wies der König aus Angst zurück. Er glaubte sich bei seinem alten Freund sicher, fürchtete aber, von Kyanzittha ermordet zu werden. Es kam aber umgekehrt: der Gouverneur ließ den König töten, um weitere Rettungsversuche zu verhindern. Seine Streitmacht wurde von Kyanzitthas Truppen geschlagen und der Gouverneur durch einen Pfeil im Kampf getötet.
Kyanzittha wurde zum Nachfolger des unfähigen Sawlu gewählt und folgte diesem 1084 auf den Thron von Bagan.